# Margelana flavidior
Margelana flavidior là một loài bướm đêm trong họ Noctuidae.